# Christian Ferdinand Abel
Christian Ferdinand Abel (Hannover, 1682 - Köthen, 3 de abril de 1761) fue un compositor alemán del barroco, virtuoso del violonchelo y de la viola da gamba. Forma parte de una extensa familia de músicos, entre los que destacan su padre Clamor Heinrich Abel y sus hijos Karl Friedrich Abel y Leopold August Abel.

## Biografía

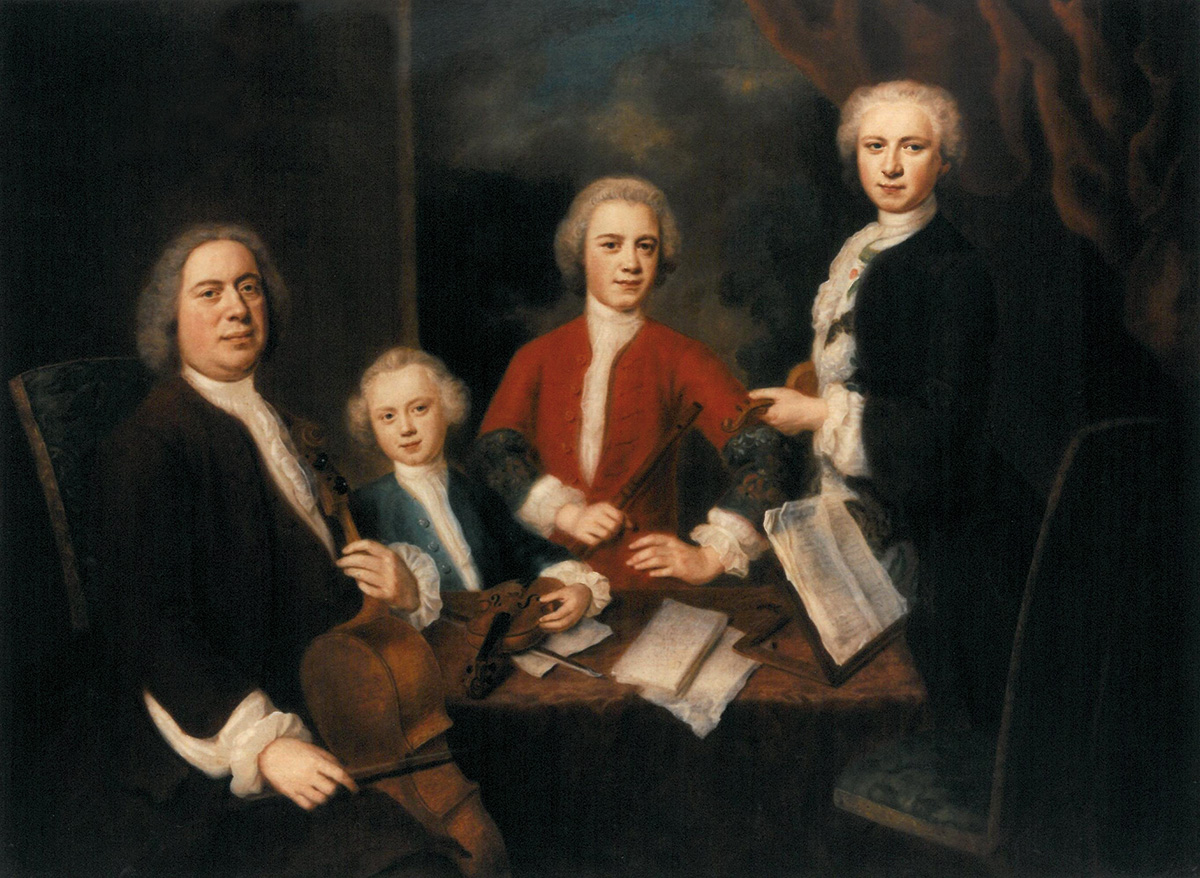
La familia Abel.

Christian Ferdinand luchó en el ejército al servicio de Carlos XII durante la ocupación alemana del norte del país, y se casó con la sueca Anna Christina Holm. Más tarde se trasladó a Berlín, donde fue un prominente miembro de la orquesta de Federico I de Prusia. 
Logró permanecer hasta que Federico Guillermo I, en 1713, le retiró de su cargo. Después se marchó a Köthen, donde, en 1715, prosperó como violagambista junto con Augustin Reinhard Stricker. Desde 1715 hasta 1737 ejerció de intérprete de viola da gamba en la corte de Köthen.
En 1723, Johann Sebastian Bach abandona la ciudad de Köthen para aceptar un puesto de cantor en la iglesia de Santo Tomás de Leipzig, dejando libre su puesto en la orquesta municipal, puesto que ocuparía el propio Christian Ferdinand Abel. Más tarde, tan célebre compositor le dedicaría una suite para violoncello. Abel permaneció en Köthen el resto de su vida, lugar donde se halla enterrado.